# John Vaughan, 8. Earl of Lisburne
John David Malet Vaughan, 8. Earl of Lisburne (* 1. September 1918 in Watford; † 2. September 2014) war ein walisischer Peer, Barrister und Unternehmer. Bis 1965 führte er den Höflichkeitstitel Viscount Vaughan.

## Herkunft und familiäres Umfeld
Er entstammte einer alten walisischen Adelsfamilie, die, politisch interessiert, seit dem 17. Jahrhundert über 200 Jahre vom Vater auf den Sohn entweder den Wahlkreis Cardiganshire im britischen House of Commons vertrat oder die Krone in dieser Grafschaft als Lord-Lieutenant repräsentierte. Vermutlich um diese Möglichkeiten sich zu erhalten, nahm die Familie nur irische Adelstitel an, obwohl sie in Irland keinen Besitz hatte, da Titelträger irischer Würden (Peerage of Ireland) keinen Sitz im House of Lords hatten. Mitglieder des Oberhauses können nämlich nicht gleichzeitig Mitglied des Unterhauses sein, und bis zum Peerage Act 1963 war es rechtlich unmöglich, zugunsten eines vorhandenen Unterhaussitzes auf den erblichen Oberhaussitz zu verzichten. Die ersten dieser irischen Titel, Viscount Lisbourne und Baron Fethart, erhielt das Mitglied des House of Commons, John Vaughan 1695. Dessen Nachfahre, das Mitglied des House of Commons, Wilmot Vaughan, 4. Viscount Lisbourne wurde 1766 zum Earl of Lisburne erhoben.

## Leben
John Vaughan wurde am 1. September 1918 als einziger Sohn von Ernest Edmund Henry Malet Vaughan, 7. Earl of Lisburne geboren. Er wurde in Eton erzogen und studierte danach Jura im Magdalen College der Universität Oxford. Er erwarb dabei sowohl den Grad eines Bachelor of Arts (BA) als auch den eines Master of Arts (MA). Während des Zweiten Weltkrieges diente er von 1939 bis 1946 in den Welsh Guards, zuletzt als Captain. 1947 wurde Barrister im Inner Temple (called to the bar). Danach hatte er zahlreiche leitende Positionen in der Wirtschaft inne. So war er von 1947 bis 1987 Direktor der British House Stores Ltd, dann seit 1987 auch der Lloyds Bank. Außerdem war er Präsident des Wales Council for Voluntary Actions von 1976 bis 1997, 1969 Governer der Universität von Wales und von 1963 bis 1982 Deputy Chairman der Western Television.
Beim Tod seines Vaters im Jahr 1965 beerbte er diesen als 8. Earl of Lisburne. Verheiratet war er seit 1943 mit Shelagh Macauley, einer Katholikin, der zuliebe er zum Katholizismus konvertierte und mit der er drei Söhne hat. Er starb am 2. September 2014. Seine Adelstitel erbte sein ältester Sohn David Vaughan, 9. Earl of Lisburne.